# Wulf von Blome

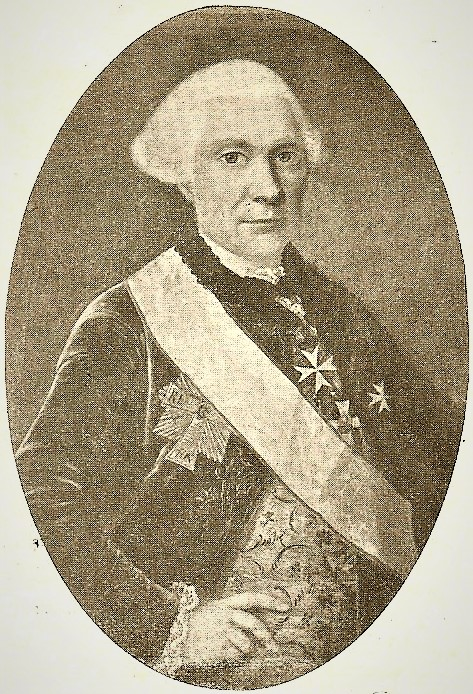
Wulf von Blome, zeitgenössisches Porträt

Wulf von Blome, auch Wolf(f) von Blome (* 10. März 1728 auf Schloss Hagen in Probsteierhagen; † 21. Januar 1784) war ein schleswig-holsteinischer Gutsbesitzer, Verwaltungsjurist und Lübecker Domherr.

## Leben
Wulf von Blome stammte aus dem ursprünglich niedersächsischen Adelsgeschlecht von Blome, das dem Calenberger Uradel entstammte und später nach Holstein und Dänemark gelangte. Er war ein Sohn des gottorfschen Geheimrats Christoph(er) von Blome (1691–1743) auf Bahrenfleth und dessen Frau Hedwig Magdalene, geb. Brockdorff (1706–1736). Der dänische Diplomat und Lübecker Domherr Otto von Blome (1735–1803) war sein jüngerer Bruder.
Schon als Kind erhielt Blome 1736 im Turnus des Domdekans Hans von Thienen, seines Großonkels, eine Präbende im Lübecker Domkapitel. Er besuchte das Pädagogium der Franckeschen Stiftungen in Halle (Saale) und studierte an der Universität Leipzig. Nach seinem Studium unternahm er eine Grand Tour, dann trat er als Kammerjunker in den königlich dänischen Dienst. 1756 wurde er Kammerherr. 1769 ernannte ihn König Christian VII. in seiner Eigenschaft als Herzog von Holstein zum Wirklichen Landrat in den Herzogtümern. Damit war er Beisitzer beim holsteinischen Gericht in Glückstadt. Als Mitglied des Domkapitels spielte er eine nach Ansicht von Christian Detlev von Reventlow nicht sehr glückliche Rolle in den Verhandlungen, die zum Vertrag von Zarskoje Selo führten.
Blome war Freimaurer; 1776 stiftete er mit anderen, darunter Woldemar von Schmettau, die Kieler Loge Louise zur gekrönten Freundschaft.

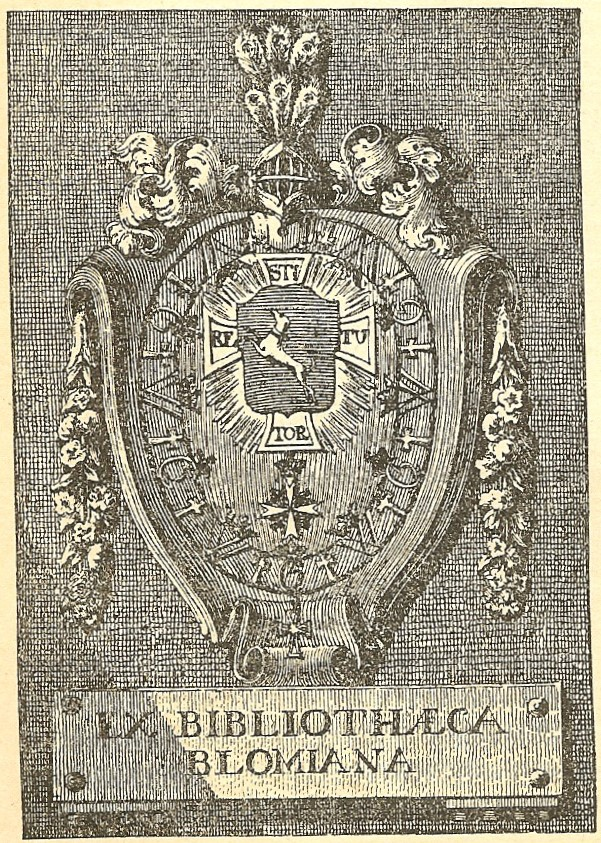
Exlibris

Neben seinen Erbgütern Bahrenfleth und Heiligenstedten gehörte ihm ab 1759 auch das Gut Salzau. Schon bald nach dessen Erwerb machte er sich an die Umgestaltung des Parks in einen frühen, vom Gedanken der Empfindsamkeit geprägten Englischen Landschaftsgarten. Bei der Parkgestaltung und seinen gleichzeitigen Bemühungen um Aufforstungen und Obstbaumzucht wurde Blome von seinem Freund und Logenbruder Johann Wilhelm von Stolle (1740–1825) unterstützt. Gemeinsam schufen sie „eine sehr aufsehenerregenden Parkanlage“. In Salzau hatte Wulf von Blome eine reichhaltige Bibliothek, deren Anfänge auf seine Bücherkäufe während seiner Grand Tour in Paris, Marseille, Rom und Sizilien um 1750 zurückgingen und die 1929 in Hamburg versteigert wurde.
Seit dem 10. September 1756 war Blome verheiratet mit Catharine Margrethe von Hahn (1740–1794), Schwester von Friedrich von Hahn auf Neuhaus. Andreas Peter von Bernstorff sah in ihr in den 1770er Jahren den „Mittelpunkt aller gottorfischen Ränke“. Das Paar hatte zwei Söhne
- Friedrich von Blome (1769–1818) ⚭ Charlotte Gräfin von Platen-Hallermund und
- Otto von Blome (1770–1849), dänischer Diplomat, ab 1819 Graf, auf Heiligenstedten, Bahrenfleth, Campen, Bekhof und Bekmünde

Wulf von Blomes Präbende ging an August zu Rantzau.

## Erinnerung
An Wulf von Blome erinnern zwei unter Denkmalschutz stehende Obelisken. Der eine befindet sich im Park von Schloss Salzau, der andere am Ende der Schlossstraße in Heiligenstedten. Der Obelisk in Salzau wurde von Blomes Witwe gesetzt. Er trägt die Inschrift „Der feurigsten Dankbarkeit / des unauslöschlichen Andenkens / des ewigen Bedauerns / dem Besten / edelsten Manne / von / seiner Gattin.“ Der in Heiligenstedten wurde 1796 von Otto Blome I. zur Erinnerung an seinen Bruder Wulf errichtet.

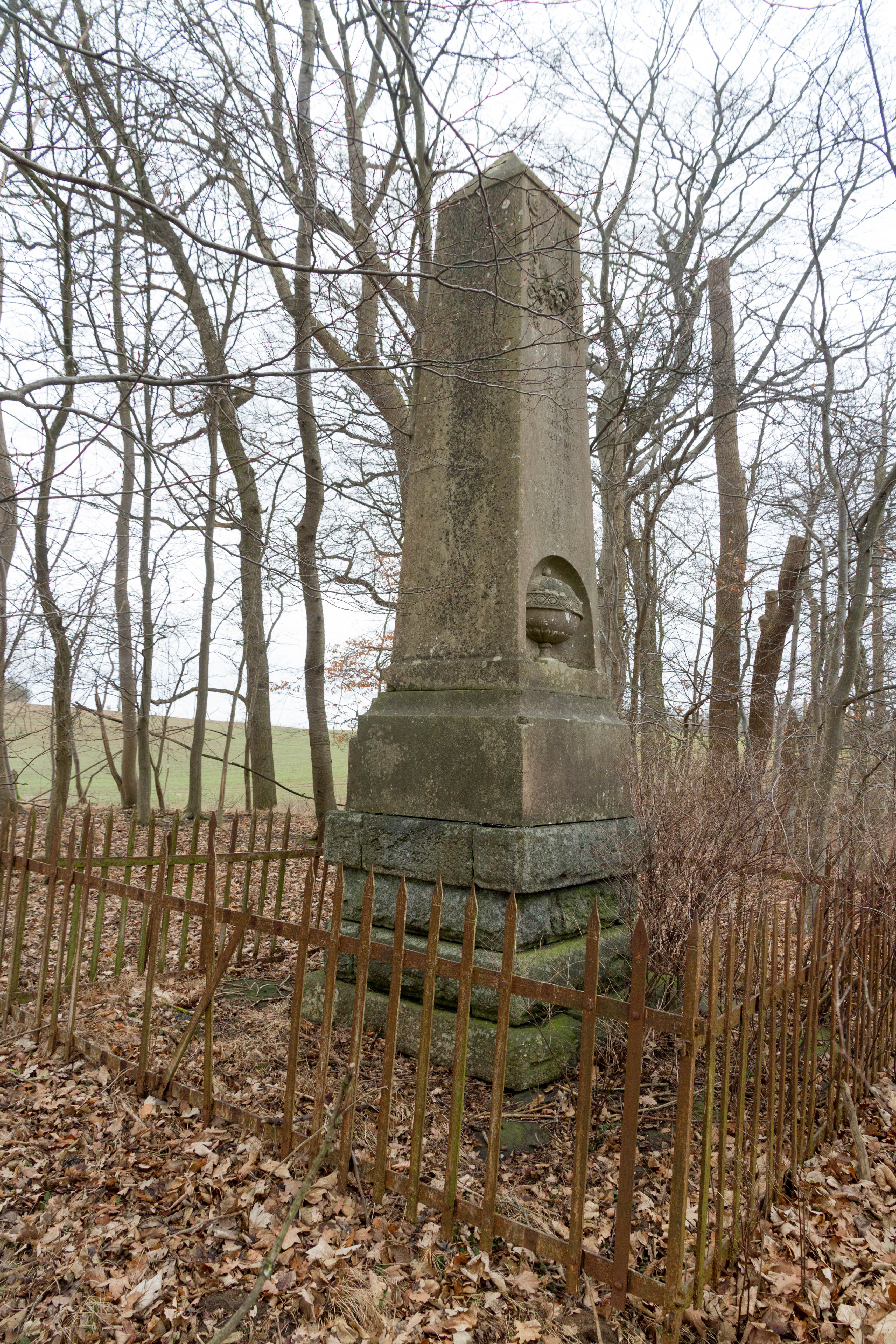
Gedenk-Obelisk im Park von Schloss Salzau
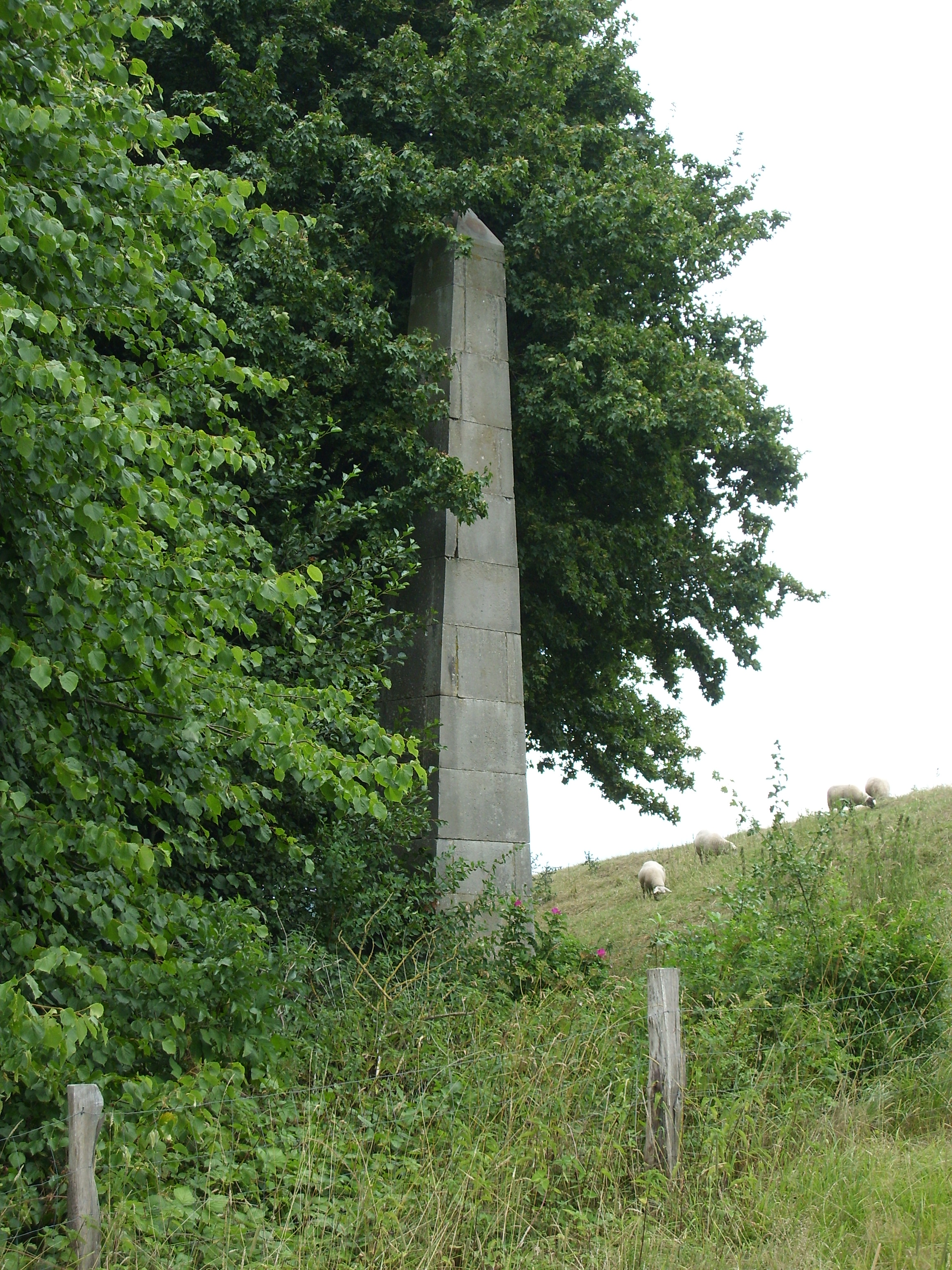
Gedenk-Obelisk in Heiligenstedten

## Auszeichnungen
- Johanniterorden, Ritter (1764)[13]
- Dannebrogorden, Ritter (1767)
- Titel Geheimrat (1773)